# Anyar (Kota Kayu Agung)
Anyar is een bestuurslaag in het regentschap Ogan Komering Ilir van de provincie Zuid-Sumatra, Indonesië. Anyar telt 1163 inwoners (volkstelling 2010).